# Бенковац
Бенковац (на хърватски: Benkovac) град в Хърватия, в областта Далмация, в Задарска жупания.

## Общи сведения
Бенковац е най-големият населен пункт в историческия регион Равни котари. Разположен е на 20 км североизточно от Биоград на Мору, на 39 км югоизточно от Задар и на 60 км западно от Книн. С тези градове Бенковац е свързан с автомобилни пътища, а на 5 км от него минава и магистралата Загреб-Сплит. През Бенковац преминава и жп пътят Задар-Книн.
В града е добре развито лозарството. В околностите му има каменоломни, от които се добива материал за строителството.

## История
В древността този регион е населен от илирите. От VII век в Далмация се разпореждат хърватите, а от 1409 г. областта преминава под властта на Република Венеция след като Ладислав Анжуйски им продава своите права върху нея. Една от многото крепости, които строят тук венецианците, е Бенковац. Названието на крепостта и израсналия край нея град е по името на един от аристократичните родове, управлявали Равни Котари. През 1527 г. Бенковац е превзет от османците, а през 1683 г. венецианците си го връщат. След падането на Венеция през 1797 г. тези земи стават част от Австрия. След Втората световна война е част от Югославия. По време на Хърватската война за независимост в града се разразяват ожесточени боеве между хърватите и самопровъзгласилата се Сръбска Крайна като в крайна сметка през 1995 г. Бенковац е отвоюван от хърватите при Операция Буря и влиза в състава на Хърватия.

## Население
Според преброяването от 2011 г. населението на общината възлиза на 11 026 жители, от които 84,9% хървати и 13,8% сърби. Преди войната за независимост съотношението е 53 % сърби и 47 % хървати. Но след войната преобладаващата част от сърбите напуска района, а на тяхно място тук се заселват хърватски бежанци от Босна.